# إيرينا ستانكينا
إيرينا فاسلييفنا ستانكينا (بالروسية: Ирина Васильевна Станкина) هي عدائة مشي روسية ولدت في يوم 25 مارس 1977 في مدينة سارانسك في روسيا، أبرز إنجازاتها هو فوزها بالميدالية الذهبية في بطولة العالم لألعاب القوى 1995 في غوتنبرغ في السويد في سباق ال10 كلم لتصبح بذلك أصغر رياضية تفوز بالميدالية الذهبية في بطولة العالم بعمر 18 سنة و135 يوم.

## روابط خارجية
- إيرينا ستانكينا على موقع الاتحاد الدولي لألعاب القوى (الإنجليزية)
- إيرينا ستانكينا على موقع أوليمبيديا (الإنجليزية)